# Гненне
Гненне — селище у Черкаському районі Черкаської області, підпорядковане Чигиринській міській громаді. Населення — 4 чоловіка.